# Karmei Tzur
Karmei Tzur (en hebreu: כרמי צור) és un assentament israelià comunitari situat en l'Àrea de Judea i Samaria, en la Cisjordània ocupada. El municipi es troba al nord d'Hebron, en els turons de Judea, entre els pobles palestins de Beit Ummar i Halhul. La comunitat nacional religiosa pertany a la jurisdicció del Consell Regional de Gush Etzion. Sota els termes dels Acords d'Oslo entre Israel i l'Organització per a l'Alliberament de Palestina (OAP), l'assentament de Karmei Tzur, va ser designat com a part de l'anomenada "Zona C", un territori controlat per les autoritats israelianes. En 2016, el municipi tenia una població d'1.047 habitants.